# Crematoriu

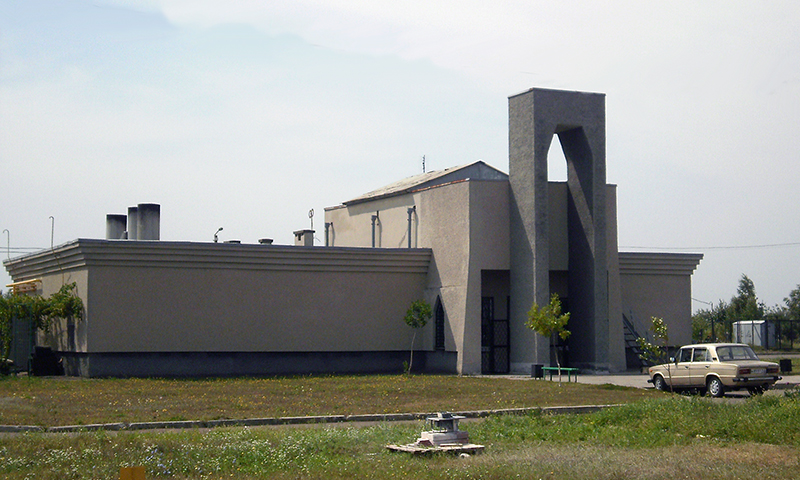
Clădirea crematoriului din Odessa, Ucraina

Crematoriul (de la cremațiune, din latină crematio, prin franceză crémation, cu sensul de „prefacere în cenușă”) este o instalație de ardere, care poate fi un cuptor sau o clădire special amenajată cu instalații speciale. 
Crematoriile pot avea diverse destinații cum ar fi crematoriile umane, unde se incinerează (din latină incinerare, prin franceză incinérer, cu sensul de „prefacere în cenușă”) trupurile celor morți, acțiunea purtând denumirea de incinerație, sau se pot folosi pentru distrugerea prin ardere a deșeurilor periculoase, infecțioase, etc., caz în care mai poartă și denumirea de incineratoare sau instalații de incinerare.